# Hesitant Alien
Hesitant Alien est le premier album de Gerard Way, sorti le 29 septembre 2014 sur les labels Warner Bros. Records et Reprise Records.

## Historique
My Chemical Romance, le groupe dont Way est le leader, se dissout en 2013. Ayant signé un contrat avec Warner Bros. Records, il annonce le commencement de sa carrière solo. Le 18 août 2014, Way publie No Shows, le single de son futur album.

## Réception
Hesitant Alien est relativement bien accueilli par la presse. Sur le site Metacritic, il obtient une note de 75/100, basé sur quinze critiques.
Stephen Thomas Erlewine du site AllMusic se montre positif à l'égard de l'album : « La chose intelligente à propos de Hesitant Alien est que, bien qu'il fasse délibérément référence au passé, c'est un disque qui n'aurait jamais pu être écouté à la radio universitaire en 1990 : les guitares ultra-fines sont trop fortes, la pomp progressive s'appuie trop sur les albums concept des années 70, Way conserve les signes distinctifs de l'emo dans sa prestation passionnée, mais pas son esthétique ».

## Liste des pistes
| No  | Titre                 | Auteur                | Durée |
| --- | --------------------- | --------------------- | ----- |
| 1.  | The Bureau            | Gerard Way            | 2:38  |
| 2.  | Action Cat            | Way                   | 3:07  |
| 3.  | No Shows              | Way, Ian Fowles       | 4:12  |
| 4.  | Brother               | Way                   | 4:31  |
| 5.  | Millions              | Way, James Dewees     | 3:28  |
| 6.  | Zero Zero             | Way                   | 2:49  |
| 7.  | Juarez                | Way, Fowles, Don Blum | 2:50  |
| 8.  | Drugstore Perfume     | Way                   | 4:50  |
| 9.  | Get the Gang Together | Way, Blum             | 3:40  |
| 10. | How It's Going to Be  | Way, Jamie Muhoberac  | 3:44  |
| 11. | Maya the Psychic      | Way                   | 3:02  |

| 12. | Television All the Time | Way | 3:34 |

## Classements hebdomadaires
| Classement (2014)                 | Meilleure position |
| --------------------------------- | ------------------ |
| Australie (ARIA)                  | 29                 |
| Écosse (OCC)                      | 13                 |
| États-Unis (Billboard 200)        | 16                 |
| États-Unis (Alternative Albums)   | 1                  |
| États-Unis (Top Rock Albums)      | 4                  |
| Irlande (IRMA)                    | 17                 |
| Nouvelle-Zélande (RIANZ)          | 37                 |
| Royaume-Uni (UK Albums Chart)     | 20                 |
| Royaume-Uni (Rock & Metal Albums) | 1                  |